# Bodianus bimaculatus
Bodianus bimaculatus Allen, 1973 è un pesce d'acqua salata appartenente alla famiglia Labridae.

## Distribuzione e habitat
Questa specie è diffusa nell'Indo-Pacifico: acque costiere di Mauritius e Maldive, nonché dall'Australia nordorientale, alla Nuova Guinea al Giappone. Abita i bassi fondali sabbiosi (da -30 a -60 metri) vicini alle barriere coralline, spesso trovando rifugio nei coralli molli e nelle spugne. lo si può trovare nelle zone di sabbia e detriti
alla base del reef, generalmente a poca distanza dalla scarpata madreporica,
dove l'acqua diventa più profonda. Qui sosta in piccoli gruppi, costituiti da
esemplari giovani e femmine con un maschio dominante.

## Descrizione
Il corpo è allungato, piuttosto compresso ai fianchi. La pinna dorsale è lunga, sostenuta per i primi 2/3 da raggi simili a spine, così come le pinne ventrali e l'anale, corta e arrotondata. La pinna caudale è a delta, arrotondata. 

La livrea varia con l'età e il sesso: i giovani sono di un giallo vivo, mentre le femmine presentano una colorazione giallo aranciata con sottili linee orizzontali rosse. I maschi sono invece giallo-rosa con linee rosse. La prima parte della linea dorsale è nerastra, il resto giallo, a volte screziato di bianco o rosa, come le altre pinne. Entrambi i sessi e la forma giovanile presentano un ocello nero orlato di giallo sull'opercolo branchiale, così come un altro ocello bruno sul peduncolo caudale. 

Raggiunge una lunghezza massima di 10 cm.

## Etologia
Forma piccoli gruppi composti da femmine ed esemplari giovani, dominati da un grande maschio.

## Alimentazione
B. bimaculatus si nutre di piccoli pesci, di stelle marine, crostacei, policheti, gasteropodi e bivalvi.

## Acquariofilia
È pescato e commercializzato per l'allevamento in acquari marini. Più esemplari, che vanno introdotti nella vasca
contemporaneamente, possono essere allevati solo disponendo di molto spazio
(almeno 3-400 l di capienza della vasca).